# SS Imo
SS Imo var ett ångfartyg som byggdes  åt White Star Line 1889 för gods- och passagerartrafik under namnet SS Runic. Hon är mest känd för att vara ett av fartygen som orsakade Halifaxexplosionen i Halifax i Nova Scotia i Kanada 6 december 1917.
Fartyget transporterade boskap och upp till 12 passagerare för White Star line till 1895 då hon såldes till West India & Pacific Steamship Co och bytte namn till Tampican. Efter flera ägarbyten köptes fartyget 1912 av norska South Pacific Whaling Co som byggde om henne till ett valfångstfartyg och döpte henne till SS Imo. År 1917 chartrades hon av hjälporganisationen Commission for Relief in Belgium för transport av förnödenheter till Europa under första världskriget.

## Halixfaxexplosionen

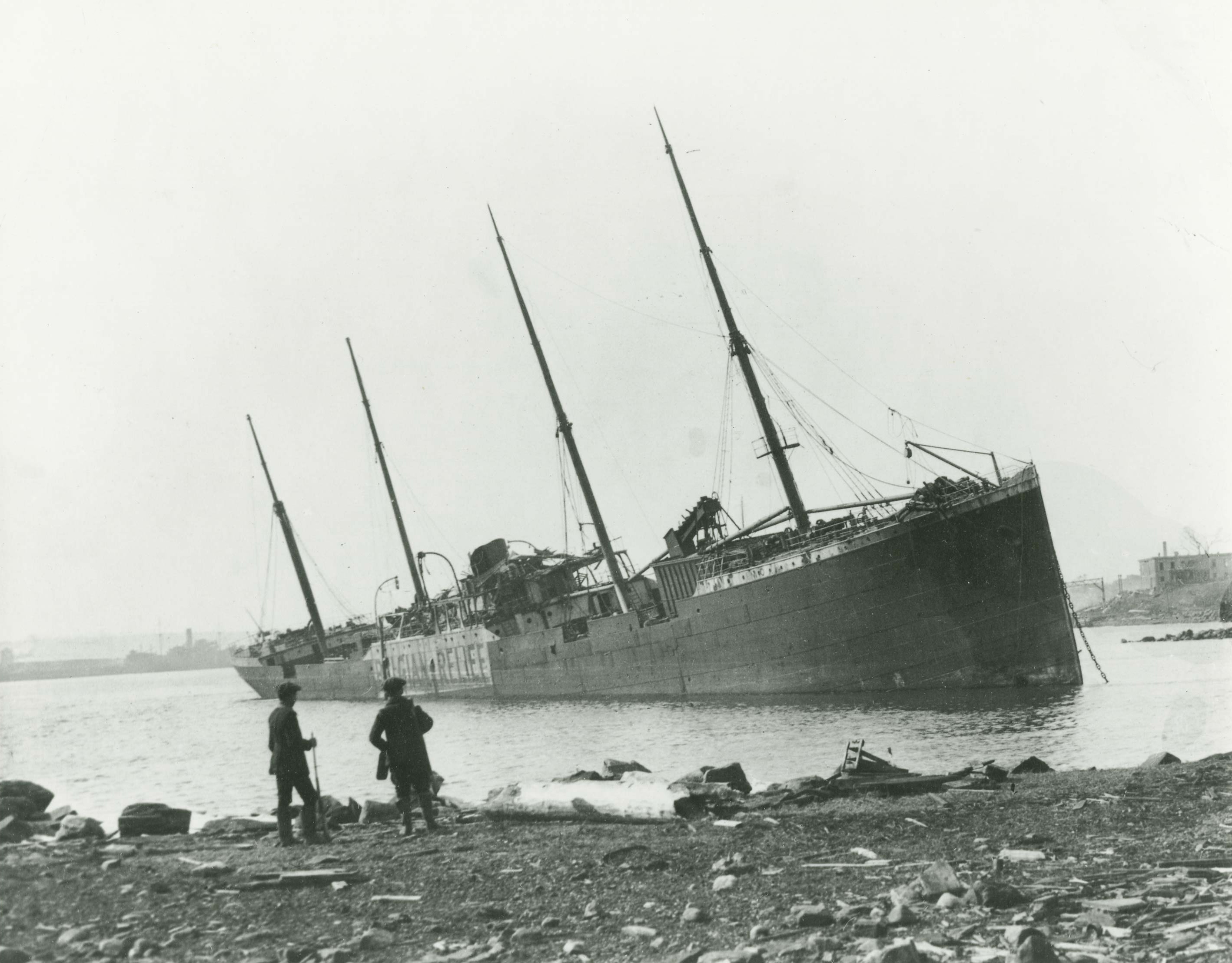
SS Imo efter Halifaxexplosionen, 1918.

På morgonen den 6 november 1917 kolliderade det norskflaggade SS Imo, som var på väg till Belgien med förnödenheter, med det franska lastfartyget SS Mont Blanc som var på väg in i hamnen i Halifax. Vid kollisionen uppstod ett tre meter stort hål i det franska fartyget och gnistor antände delar av lasten.
Imo slet sig loss och Mont Blanc, som bland annat var lastat med sprängämnen, fortsatte brinnande in i hamnen där hon exploderade strax efter klockan 9 på morgonen. Stora delar av staden förstördes, fönster krossades, fordon slungades iväg och ledningar gick sönder. 1 963 personer avled i explosionen och mer än 9 000 skadades.

## Vidare öden
SS Imo bärgades 26 april 1918,  reparerades och togs i drift som valfångstfartyg igen året efter under namnet Guvernøren.
30 november 1921 gick hon på grund på Falklandsöarna och övergavs tre dagar senare. 